# Cristal líquido
Os cristais líquidos são uma classe de materiais que podem se apresentar em estados da matéria compreendidos entre o líquido e o sólido. No estado líquido cristalino (ou mesomórfico, do grego Mesos Morphe: entre dois estados) os cristais líquidos apresentam simultaneamente propriedades físicas características dos líquidos (ex.: fluidez) e propriedades físicas típicas dos sólidos (ex.: birrefringência). Cristais líquidos são em geral constituídos por moléculas orgânicas anisométricas. Estas moléculas têm uma das suas dimensões muito maior do que as restantes (ex.: podem ter uma forma alongada (bastonetes) ou a forma de discos).
No estado isótropo, como em um líquido, as moléculas do cristal líquido encontram-se desordenadas e os seus centros de massa distribuídos aleatoriamente no espaço, No estado líquido-cristalino as moléculas podem apresentar variados níveis de ordem molecular (ex.: ordem orientacional e ordem posicional). Tipicamente em um cristal líquido moléculas alongadas podem alinhar-se paralelamente entre si seguindo uma direcção que se pode definir por um pseudo-vector que se designa por nemático (algo semelhante a palitos de fósforos dentro de uma caixa). Dependendo da temperatura podem observar-se diferentes valores de ordem orientacional. Em muitos cristais líquidos as moléculas possuem momento de dipolo eléctrico e podem ser alinhadas através de um campo elétrico.
Alguns tipos de cristais líquidos apresentam cores fortes que se alteram sob a ação de temperatura, pressão, campo elétrico e magnético, outros tem rápida resposta eletroóptica na presença de campo elétrico, por esses motivos o cristal líquido foi adotado em larga escala pela indústria eletrônica e é usado principalmente na fabricação de telas para televisões e monitores, além disso o cristal líquido tornou-se o material padrão para a fabricação de displays para equipamentos eletrônicos de todos os tipos.

## História
A primeira descrição de um cristal líquido foi feita pelo químico austríaco Friedrich Reinitzer em 1888. Segundo sua descrição, uma determinada molécula (o éster-ácido benzóico do colesterol) apresentava uma aparência muito colorida durante sua fusão e solidificação. Ele também percebeu que esse composto se torna líquido aos 145 °C, apesar de que algumas características atípicas em líquidos, como aparência leitosa e turva, se manterem até os 179 °C. Acima dessa temperatura, o líquido tem uma aparência clara e "normal". Em seguida, o físico alemão Otto Lehmann investigou essa e outras substâncias e cunhou o termo "cristal líquido". Nos anos 20 do século passado, foram realizadas pesquisas fundamentais pelos cienstistas Georges Friedel e Daniel Vorländer. Porém, o interesse técnico por cristais líquidos só ocorreu durante a descoberta de sua capacidade de mudança de estados através de propriedades eletro-óticas, realizada por George H. Heilmeie.
Em 1991, quando os monitores de cristal líquido já estavam bem estabelecidos, Pierre-Gilles de Gennes, trabalhando na Université Paris-Sud, recebeu o Prêmio Nobel de física "por descobrir que métodos desenvolvidos para estudar fenômenos de ordem em sistemas simples podem ser generalizados para formas mais complexas matéria, em especial cristais e polímeros líquidos ".
Em 2019, cientistas desenvolveram cristal líquido dentro de um cristal. Ao contrário de outros cristais, esse cristal dentro do cristal reflete a luz em comprimentos de onda específicos. Além disso, eles podem formar "cristais de fase azul", nos quais as moléculas são compostas em padrões excepcionalmente normais que refletem a luz visível.

## Conceitos
As fases de cristal líquido, também conhecidas como mesofases, constituem junto com cristais desordenados e cristais plásticos, um estado agregado próprio, denominado estado mesomórfico. Um composto que mostra uma fase de cristal líquido é chamado de mesógeno. Caso essa mesofase seja uma fase nemática, o composto é chamado de nematógeno. Caso seja uma fase esméctica, é um esmectógeno.
Um cristal líquido pode ser dividido entre liotrópico, termotrópico ou barotrópico. Em cristais líquidos termotrópicos e barotrópicos a formação de sua mesofase é dependente de temperatura e pressão, respectivamente, em uma substância pura. Já a formação numa mesofase liotrópica requer a presença de um solvente e é dependente também de sua concentração.
Cristais líquidos amfitrópicos apresentam mesofases tanto liotrópicas quanto termotrópicas.
Mesofases termodinamicamente estáveis (isto é, independentes de temperatura e pressão) são denominadas enantiotrópicas. Mesofases metaestáveis são mesofases monotrópicas.
O requerimento para o desenvolvimento de uma fase de cristal líquido é a assimetria de suas moléculas constitutivas. A grande maioria dos cristais líquidos pesquisados (inclusive os que constituem mostradores de cristal líquido, como TVs de LCD) tem moléculas em forma de bastão (chamado de calamítico). Porém, existem outros formatos possíveis, como discóide (forma de disco), piramidóide (forma de cone), etc.